# Démonétisation (monnaie)
 (février 2024).
Si vous disposez d'ouvrages ou d'articles de référence ou si vous connaissez des sites web de qualité traitant du thème abordé ici, merci de compléter l'article en donnant les références utiles à sa vérifiabilité et en les liant à la section « Notes et références ».
Pour les articles homonymes, voir Démonétisation.
La démonétisation consiste à supprimer la valeur faciale d'un billet de banque, d'une pièce de monnaie ou d'un timbre-poste. Une fois démonétisés, ils ne peuvent plus servir à leur usage prévu. Cette opération, généralement organisée par les administrations publiques, est difficile car elle nécessite une bonne information du public et des opérations d'échange.

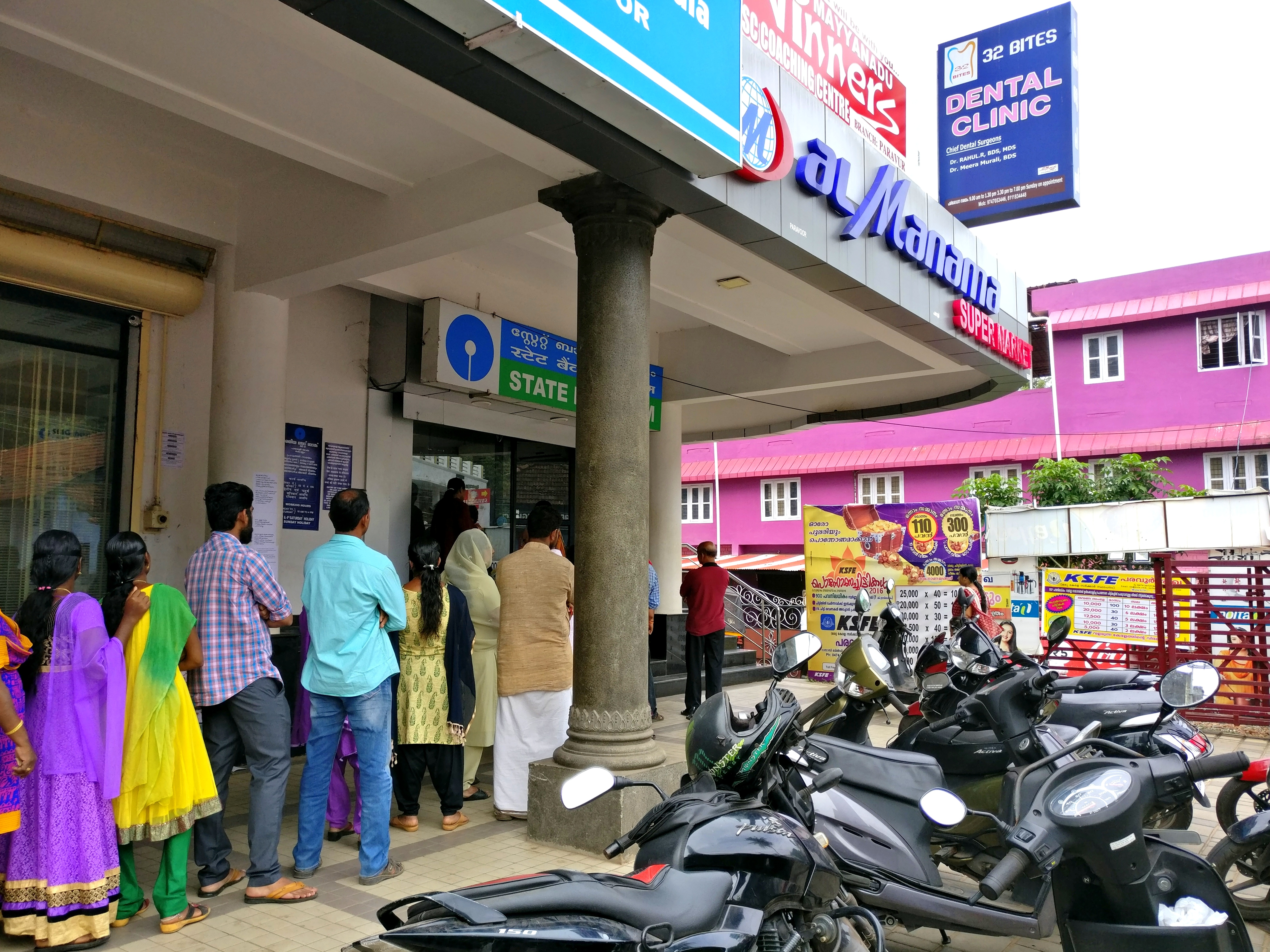
Files d'attente devant une banque en Inde en novembre 2016 lors de l'annonce de la démonétisation de certains billets.

## Démonétisation des billets et pièces de monnaie
Les causes de la démonétisation des billets et pièces peuvent être la lutte contre la contrefaçon, ou bien le passage à une autre devise, ou bien une monnaie électronique.

### Billets de banque

#### Exemples en France
Avec le passage à l'euro, les billets de banque en francs ne sont plus utilisables pour les paiements depuis le 17 février 2002 et ne sont plus échangés par la Banque de France depuis le 17 février 2012. Ils sont alors démonétisés. Les billets concernés sont ceux qui étaient valables à la fin du franc, c'est-à-dire les billets de 20 (à l’effigie de Claude Debussy), de 50 (Antoine de Saint-Exupéry), de 100 (Paul Cézanne), de 200 (Gustave Eiffel) et de 500 francs (Pierre et Marie Curie).

### Pièces de monnaie

#### Exemples en France
Avec le passage à l'euro, les pièces de monnaie en franc ne sont plus utilisables pour les paiements depuis le 17 février 2002, et ne sont plus échangées par la Banque de France depuis le 17 février 2005. Elles sont alors démonétisées.

## Démonétisation des timbres

### Intérêts en cause
La démonétisation des timbres-poste ou fiscaux intéresse surtout les entreprises clientes des administrations postales, ou redevables de l'enregistrement ayant constitué un important stock de timbres, pour leur correspondance ou pour la taxation des actes qu'elles sont appelées à émettre. Elle intéresse également tous les philatélistes puisque, une fois démonétisés, les timbres deviennent uniquement des pièces de collection dont la valeur n'est plus soutenue par leur pouvoir d'affranchissement.

### Conditions de la démonétisation
Dans l'histoire postale et fiscale, les démonétisations les plus réussies furent celles qui ont laissé le temps aux particuliers et aux entreprises d'échanger les anciens timbres contre des timbres encore valables. L'administration postale a pu alors échanger à valeur faciale identique ou avec une dépréciation à son profit.
D'autres démonétisations furent impopulaires à cause de l'impression des usagers que les postes cherchaient à économiser de l'argent à leur désavantage. Ce fut ainsi le cas des premiers timbres de bienfaisance français à surtaxe, démonétisés peu après leur émission. Plus récemment, la poste du Liechtenstein a dû revoir un projet de démonétisation dont l'annonce avait entraîné un effondrement des revenus du service philatélique.
Le retrait de la vente d'un timbre n'est pas lié à sa démonétisation : le timbre reste utilisable sur le courrier selon sa valeur faciale.

### Cas de la France

#### Démonétisations de timbres fiscaux
En ce qui concerne les timbres fiscaux français, tous les fiscaux proportionnels du Second Empire et de la période intermédiaire (avec étoile) avaient été démonétisés à compter du 1er juillet 1874. Plus récemment, tous les timbres fiscaux libellés en francs ont été démonétisés, à la différence des timbres postaux, lors du passage à l'euro, à compter du 1er janvier 2002 et remplacés par des timbres libellés dans la nouvelle monnaie. Mais ensuite, les timbres fiscaux en francs sont encore restés échangeables jusqu'au 31 décembre 2002.

#### Démonétisations de timbres-poste
En France, en dehors de certains timbres-poste commémoratifs des années 1920 (Ronsard, Arts et Métiers, Jeux olympiques), des timbres de la Caisse d'amortissement, de certains des premiers timbres de bienfaisance au profit de la Croix-Rouge et de ceux figurant Philippe Pétain, tous les timbres-poste émis depuis 1849, y compris le « 20 centimes noir au type Cérès », sont encore valables pour affranchir le courrier. Les conditions sont de respecter le passage au nouveau franc de 1960 et la conversion franc-euro. En raison de leur très faible valeur faciale actuelle et de leur importante valeur en tant que biens de collection, il est peu envisageable d'utiliser les très vieux timbres français sur le courrier actuel.
Il avait été envisagé publiquement, en 2005, par certains responsables de la poste, de démonétiser l'ensemble des timbres-poste en francs, ou du moins ceux libellés en anciens francs. Ces responsables reprochaient en effet aux philatélistes qui continuaient à affranchir leurs lettres avec d'anciens timbres en francs de compliquer la vie des postiers, et souvent de faire passer des figurines en anciens francs pour des timbres en « nouveaux francs ».
En réalité, la Poste craignait que les philatélistes délaissent les nouvelles émissions en euro pour écouler d'abord les énormes stocks de celles en francs et lui causent par là même un important manque à gagner.
Les philatélistes, collectionneurs et négociants, ont manifesté leur opposition à cette mesure, sauf curieusement le président de leur fédération, et ceci pour trois raisons:
- La Poste revenait ainsi sur sa promesse faite en 2000 et 2001, avant le passage à l'euro, de ne jamais démonétiser les timbres libellés en francs, au nom de la continuité temporelle de l'État.
- La Poste ne pouvait rendre les philatélistes responsables de l'ignorance de ses agents en histoire postale et de leur incapacité de distinguer les valeurs faciales en anciens francs de celles formulées en nouveaux francs. C'est à elle qu'il aurait appartenu depuis longtemps d'introduire dans leur formation professionnelle les quelques heures de cours de philatélie nécessaires pour s'y reconnaître.
- Les porte-parole de la poste envisageaient d'opérer cette démonétisation sans échange des anciens timbres, ce qui eut été un grave acte d'arbitraire et de spoliation.

Quoi qu'il en soit ce projet a été abandonné devant l'opposition des philatélistes.